# Chalinolobus
Chalinolobus é um gênero de morcegos da família Vespertilionidae.

## Espécies
- Chalinolobus dwyeri Ryan, 1966
- Chalinolobus gouldii (J. E. Gray, 1841)
- Chalinolobus morio (J. E. Gray, 1841)
- Chalinolobus neocaledonicus Revilliod, 1913
- Chalinolobus nigrogriseus (Gould, 1852)
- Chalinolobus picatus (Gould, 1852)
- Chalinolobus tuberculatus (Forster, 1844)